# NGC 4630
NGC 4630 (również PGC 42688 lub UGC 7871) – galaktyka nieregularna (IBm), znajdująca się w gwiazdozbiorze Panny. Odkrył ją William Herschel 2 lutego 1786 roku. Należy do Gromady w Pannie.